# Positiespel
Positiespel is een term van het schaken en het dammen.
Bij positiespel gaat het erom de eigen stelling te verbeteren, als onderscheiden van directe (materiaal)winst. Aanvallen is in principe alleen mogelijk als je daarvoor een goede basis legt met goed positiespel. Pas als je een overheersende stelling hebt opgebouwd is het mogelijk om de aanval te kiezen.
Positiespel is echter ook een term in het voetbal. Hierbij gaat het erom dat de spelers weten waar ze moeten lopen. En door middel van snel passen, als het kan door één keer raken, de vrije speler te vinden en hierdoor kansen te creëren.